# Era Hispànica
L'era hispànica o era del Cèsars és una variant del calendari julià difosa a Hispània probablement d'ençà el segle v i emprada fins al segle xiv, segons els regnes, que s'adoptà el sistema Anno Domini. No se sap el motiu de la seva popularitat, tal volta l'origen en un còmput local anterior. Té com a any 1 el 38 aC, la data d'imposició d'un impost nou per August a la població sotmesa d'Ibèria, però també l'any que es renovà el pacte de Triumvirat que proporcionà a Octavi August el govern d'Hispània, i també el de la Gàl·lia i d'Itàlia. Es tracta de la data simbòlica de començament de la Pax Romana a la regió.
Per tal de convertir una data de l'era cristiana en la corresponent en l'era hispànica, només cal restar-ne trenta-vuit (+38) anys. La data en l'era hispànica s'escrivia així: «Era CMXLI».
L'era hispànica es difongué esporàdicament per Occitània i s'abandonà en moments diferents segons el regne:
- A Catalunya, s'emprà d'una manera força esporàdica fins al Concili de Tarragona de 1180, quan es va reemplaçar pel sistema de l'any de l'Encarnació,[1] combinat amb el compte segons els anys dels regnats dels reis carolingis (que de fet al llarg dels segles ix, x i xi fou majoritari). Fou molt més usual als comtats més occidentals, com per exemple el de la Ribagorça, on la influència d'Aragó i de Navarra era molt més forta. Després del segle xii l'era hispànica encara es troba més rarament.
- A Aragó durà fins al 1350 en concurrència amb l'any de l'Encarnació.
- A València i Mallorca, Jaume I introduí l'any de l'Encarnació. Abans, al sud del Regne de València i les Balears, durant la dominació romana d'Orient, degué emprar-se l'era de la creació del món, segons la qual el naixement de Jesucrist s'esdevingué l'any 5509.
- A Castella, en suprimí l'ús Joan I d'acord amb les Corts de Segovia de 1383[2] (realment, el 25 de desembre de 1384).
- A Portugal, es deixà d'usar al primer quart del segle xv, el 22 d'agost de 1422, durant el regnat de Joan I.
- A Navarra, sobrevisqué més temps, fins a la darreria del segle xv.